# Петролія (Пенсільванія)
Петролія (англ. Petrolia) — місто (англ. borough) в США, в окрузі Батлер штату Пенсільванія. Населення — 179 осіб (2020).

## Географія
Петролія розташована за координатами 41°1′18″ пн. ш. 79°43′0″ зх. д. / 41.02167° пн. ш. 79.71667° зх. д. (41.021644, -79.716780).  За даними Бюро перепису населення США в 2010 році місто мало площу 1,03 км², уся площа — суходіл. Через район проходить траса 268 штату Пенсильванія, яка веде на північ на 3 милі (5 км) до Бруіна і на південь на 1,7 милі (2,7 км) до Карнс Сіті.

## Демографія
Згідно з переписом 2010 року, у селищі мешкало 212 осіб у 85 домогосподарствах у складі 56 родин. Густота населення становила 207 осіб/км².  Було 100 помешкань (97/км²).
Расовий склад населення:
| - 100,0 % — білих |

До двох чи більше рас належало 0,0 %. Частка іспаномовних становила 0,5 % від усіх жителів.
За віковим діапазоном населення розподілялося таким чином: 27,4 % — особи молодші 18 років, 57,5 % — особи у віці 18—64 років, 15,1 % — особи у віці 65 років та старші. Медіана віку мешканця становила 36,8 року. На 100 осіб жіночої статі у селищі припадало 98,1 чоловіків;  на 100 жінок у віці від 18 років та старших — 94,9 чоловіків також старших 18 років.
Середній дохід на одне домашнє господарство  становив 47 390 доларів США (медіана — 48 250), а середній дохід на одну сім'ю — 52 503 долари (медіана — 51 042). За межею бідності перебувало 22,9 % осіб, у тому числі 29,9 % дітей у віці до 18 років та 23,1 % осіб у віці 65 років та старших.
Цивільне працевлаштоване населення становило 111 осіб. Основні галузі зайнятості: освіта, охорона здоров'я та соціальна допомога — 30,6 %, транспорт — 18,0 %, роздрібна торгівля — 13,5 %.